# Manejo de recursos hídricos en Guatemala
Guatemala se enfrenta a grandes desafíos para lograr una gestión adecuada de sus recursos hídricos nacionales. La deforestación sigue aumentando, pues la demanda mundial de madera ejerce presión sobre los bosques de Guatemala. La erosión del suelo, la escorrentía y la sedimentación de las aguas superficiales son el resultado de la deforestación, la cual es motivada por el desarrollo de los centros urbanos, las necesidades de la agricultura y las contradicciones en la planificación del uso del agua y de tierras. Con el crecimiento de los sectores industriales, también han crecido los efluentes no-tratados que entran en los cursos de agua y acuíferos. Las aguas residuales no-tratadas contaminan los recursos hídricos, mientras que las instalaciones de tratamiento son insuficientes. La población está distribuida de manera desigual y esto crea problemas de transporte. En un país montañoso, esto puede fácilmente ser mitigado con sistemas de abastecimiento por gravedad. Cuando se necesitan bombas de agua, el suministro de agua es mucho más caro, lo que puede dificultar el acceso consistente.
Guatemala también se enfrenta a desafíos institucionales, sobre todo debido a la falta de coordinación entre los distintos organismos responsables de la gestión de los recursos hídricos, lo que conduce a la duplicación de esfuerzos y vacíos de responsabilidad. 
El SEGEPLAN y la Secretaría de Recursos Hidráulicos de la Presidencia son otras instituciones de nivel ministerial que ponen de relieve los posibles solapamientos de funciones, ya que ambos están dentro de la oficina del presidente y ambos tienen responsabilidades de gestión de los recursos hídricos. 
Guatemala ha sido beneficiada con abundantes lluvias, aguas superficiales y aguas subterráneas. Si bien las aguas superficiales son abundantes, son también estacionales y a menudo están contaminadas. Los recursos de agua subterránea de pozos y manantiales son importantes para responder a las demandas de suministro de agua potable para las necesidades públicas y domésticas. El agua subterránea también se utiliza en el sector agrícola y en el sector industrial. La producción de energía hidroeléctrica es un componente clave (92%) de la generación de electricidad de Guatemala y se destaca por el proyecto hidroeléctrico Chixoy. El Instituto Nacional de Electrificación (INDE) supervisa y ejecuta proyectos hidroeléctricos en Guatemala.

## Retos de la gestión de recursos hídricos
Entre los principales desafíos a la gestión de recursos hídricos en Guatemala se cuentan el impacto de la deforestación, la contaminación del agua, la falta de datos hidrológicos y las deficiencias en la coordinación institucional. La deforestación -y la consiguiente sedimentación de las aguas superficiales- se debe a una planificación deficiente del uso de la tierra para la agricultura, la demanda del mercado de madera y el desarrollo urbano. Todo el crecimiento de los sectores industriales ha conducido a un aumento de la escarnecía de contaminantes dañinos en los ríos y arroyos, y ha causado lixiviación en las aguas subterráneas. Por estos contaminantes la gestión de los recursos hídricos en Guatemala es compartida por varias agencias e instituciones gubernamentales. La mayoría de estas agencias realizan su trabajo con poca o ninguna coordinación con otros organismos, lo que genera duplicación de trabajo y el uso ineficiente de recursos. Además, se necesita promulgar planes de manejo de las cuencas hidrográficas para integrar los diferentes usos del agua y controlar la deforestación y la calidad del agua.
La presión sobre los recursos hídricos en Guatemala se debe también a la distribución de los usuarios domésticos. En general, las concentraciones de población son mayores en regiones donde la disponibilidad de agua es baja, por la altitud o por el déficit de lluvias, y sucede lo contrario en las regiones donde los recursos hídricos son abundantes. Por ejemplo, la Ciudad de Guatemala concentra más del 20% (3,2 millones) de la población del país. Sin embargo, el valle donde se encuentra la ciudad se extiende por la divisoria continental. La ubicación de la ciudad, cerca de la divisoria continental, explica por qué los ríos cercanos tienen flujos mínimos. Esto equivale a pequeñas cantidades de agua superficiales y fuentes inadecuadas de aguas subterráneas, que no pueden proveer la totalidad de las necesidades de la ciudad.

## Base del recurso hídrico
El sistema hidrográfico de Guatemala se divide en tres vertientes hidrográficas principales: La vertiente del Océano Pacífico, la del Mar Caribe y la del Golfo de México.
La vertiente hidrográfica del Océano Pacífico cubre el 22% del país y cuenta con 18 cuencas hidrográficas. Algunos de los ríos de esta zona, llevan sedimentos volcánicos que son depositados a lo largo de la costa y que contribuyen a las inundaciones costeras debido a las reducidas profundidades de las marismas. La escorrentía superficial anual en esta cuenca es de 25,5 km³. 
La vertiente hidrográfica del Mar Caribe cubre el 31% de la superficie del país y cuenta con 10 cuencas hidrográficas. La escorrentía superficial media anual en esta cuenca se calcula en 31,9 km³.
La vertiente hidrográfica del Golfo de México cubre el 47% del territorio de Guatemala y cuenta con 10 cuencas hidrográficas. Los ríos de esta cuenca tienen los mayores flujos y drenan hacia México. La escorrentía superficial media anual en esta vertiente es de 43,3 km³.
Guatemala, como su nombre náhuatl lo indica, es una tierra de bosques. Es también un país montañoso y su régimen de precipitación está bajo la influencia de los patrones climáticos  del Océano Pacífico y Atlántico, tales como El Niño, La Niña y la temporada de los huracanes. La precipitación media anual oscila entre 700 mm en las regiones orientales del país, aproximadamente 1.000 mm en las regiones centrales, y 5.000 mm en las regiones del noreste. La población actual en las zonas montañosas del noroeste es de aproximadamente cinco millones de habitantes y esta región tiene altos niveles de precipitación (hasta 4.000 mm por año); las pendientes pronunciadas son susceptibles a la erosión. Esta región es una zona con gran potencial de agua, pero también está sujeta a daños irreversibles causados por la pérdida de suelo y la alteración del ciclo del agua.

### Aguas superficiales y subterráneas
Las aguas superficiales cubren cerca de 1.000 km² de los 108.900 km² de la superficie terrestre de Guatemala. Aunque los recursos hídricos superficiales son abundantes, están distribuidos de forma desigual, altamente estacional, y en general son contaminadas.
El agua subterránea proveniente de pozos y manantiales forma un recurso esencial y una fuente importante de agua potable, y se utiliza también para responder a la demanda del sector agrícola, industrial, pública y doméstica. El agua subterránea es generalmente abundante en los acuíferos de sedimentos de las llanuras, valles y tierras bajas del país. 
Los dos acuíferos más importantes de Guatemala son los que se sitúan en la capa de aluvión de la llanura Costera del Pacífico, y el de caliza kárstica fracturada que se extienden por debajo de la Sierra de los Cuchumatanes, la Sierra de Chama, y las tierras bajas del Petén. Otros acuíferos más reducidos son importantes para pequeñas demandas locales. Las montañas y los cerros de Guatemala contienen muchos otros tipos de acuíferos, incluyendo depósitos volcánicos piroclásticos y de lava, sedimentos de baja permeabilidad, y acuíferos ígneos y metamórficos. las llanuras aluviales, valles y tierras bajas constituyen el 50% del territorio del país y contienen cerca del 70% de las reservas de agua subterránea disponible.

### Calidad del agua
Sobre la base de las normas biológicas y químicas establecidas, todo los cuerpos de agua en Guatemala se consideran moderadamente o críticamente contaminados. En las principales zonas urbanas, la contaminación de los acuíferos superiores tiene varias causas. En la Ciudad de Guatemala, se inyecta agua de lluvia no tratada en el acuífero superior en un intento de recargar el suministro de agua de la ciudad. La lixiviación del relleno sanitario de la Ciudad de Guatemala ha causado una grave contaminación de los acuíferos locales, y en general sólo los acuíferos confinados profundos pueden considerarse libres de contaminación biológica y química.
Las aguas negras de la Ciudad de Guatemala se vierten sin tratar en el río Villalobos y el río Las Vacas, ambos considerados los flujos más contaminados del país. 
Además, debido a la disposición inadecuada de desechos humanos o animales, la contaminación biológica por patógenos de los acuíferos de poca profundidad es un problema en muchas zonas pobladas y rurales del país.
En las zonas agrícolas, las plaguicidas son la principal fuente de contaminación química. El uso de fertilizantes y pesticidas en las plantaciones de caña de azúcar y de banano en las llanuras costeras del Pacífico y del Caribe, es responsable de la contaminación química en éstas zonas.
Además, los arroyos, pantanos y ciénagas a lo largo de ambas costas contienen un alto grado de agua salobre o salina, y al no ser desalinizada, estas fuentes no son adecuadas para la mayoría de los usos.

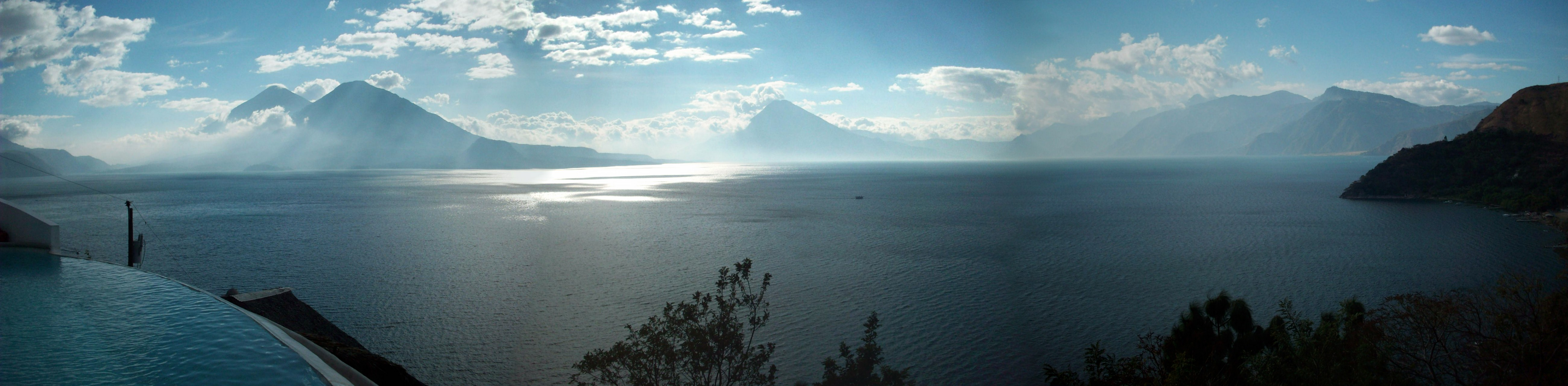
Lago de Atitlán.

## Manejo de recursos hídricos por sector

### Cobertura y uso de agua
La demanda de agua potable en Guatemala se cubre principalmente con aguas superficiales. En las zonas urbanas, el 70% del agua es cubierta con aguas superficiales, mientras que la cifra se eleva al 90% en las zonas rurales. El resto de las necesidades de agua se cubre con aguas subterráneas. En el 66% de las municipalidades del país se utilizan sistemas de gravedad para entregar el agua; en el 19% se utilizan bombas y en aproximadamente en el 15% se utilizan ambos sistemas. La demanda total anual en 2010 fue de unos 835 millones m³. Cerca del 95% de la población total tiene cobertura de agua potable. De esta cifra, sólo el 75% tienen una conexión domiciliaria, mientras que el resto tiene que llevar el agua de pozos cercanos, ríos y otras fuentes.

### Abastecimiento de agua potable y saneamiento
De acuerdo con el Programa Conjunto de Monitoreo del Abastecimiento de Agua y Saneamiento de OMS/UNICEF, el acceso a los servicios de agua y saneamiento en Guatemala ha aumentado lentamente en los últimos años. En 1990, el 79% de la población total tenía acceso a fuentes mejoradas de agua, mientras que en 2004 el 95% de la población tenía acceso. La cobertura de saneamiento también ha aumentado, pasando de 58% de la población total con acceso a servicios adecuados de saneamiento en 1990, al 86% con acceso en el año 2004. El gobierno guatemalteco estima que la población sin acceso a servicios de agua está creciendo a un ritmo de al menos 100.000 personas cada año.

### Riego y drenaje
La irrigación se concentra en tres regiones del país. En la región del oriente de Guatemala, que tiene una baja humedad y alta evapotranspiración, el riego es necesario para el cultivo de plátanos, tabaco, tomates y sandía. La región de los llanos del altiplano tiene muy poca lluvia durante gran parte del año. Tiene suelos volcánicos fértiles que no retienen muy bien a la humedad. Sin irrigación, sólo es posible producir una cosecha al año, y cultivos como los de los granos básicos requieren de riego. En las llanuras de la franja costera del sur de Guatemala, las plantaciones de caña de azúcar y banano tienen sistemas de riego.
El riego en Guatemala se divide en tres tipos fundamentales: i) sistemas de riego privado, normalmente controlados por una familia, empresa o comunidad agrícola. Muchas de las plantaciones privadas son regadas con sistemas de agua por gravedad; ii) programas de riego manejado por el Estado y; iii) pequeños sistemas de riego comunales que normalmente son muy eficientes.
La operación y mantenimiento de los sistemas de riego estatales se paga con cuotas sobre la base de la superficie regada y no por la cantidad de agua utilizada. En general, las tasas recaudadas no cubren los costos reales de la energía necesaria para irrigar la tierra. Recientemente se creó una cuota destinada a cubrir una parte de esta diferencia; incluye un pago anual por un período de 40 años, con el cual el Estado puede recuperar alrededor del 60% de la inversión en los proyectos.
El Plan de Acción para la Modernización y Fomento de la Agricultura Bajo Riego (PLAMAR) es efectivamente la división técnica de riego y drenaje, dependiente del Ministerio de Agricultura. Por otra parte, el PLAMAR es el plan de acción nacional para la modernización y la promoción de las tierras bajo riego, y es la entidad encargada de la promoción y coordinación de proyectos de riego. El PLAMAR identificó a 209.419 hectáreas de cultivo con problemas de drenaje. Sin embargo, las regiones con riego (169.302 hectáreas) no mostraron evidencia de problemas de drenaje, ni de salinidad. La falta de una infraestructura adecuada para drenar rápidamente grandes cantidades de agua, ha causado problemas con inundaciones en las regiones costeras del sur.